# Telecabine Panorâmica do Monte Branco

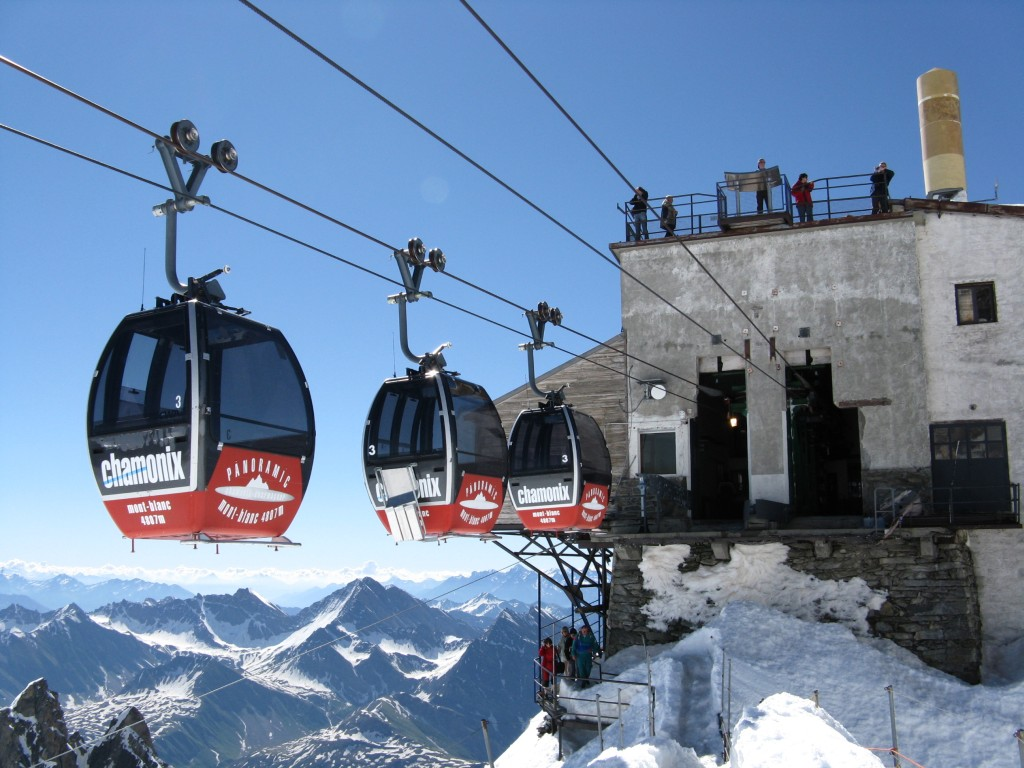
As cabines à saída da Ponta Helbronner

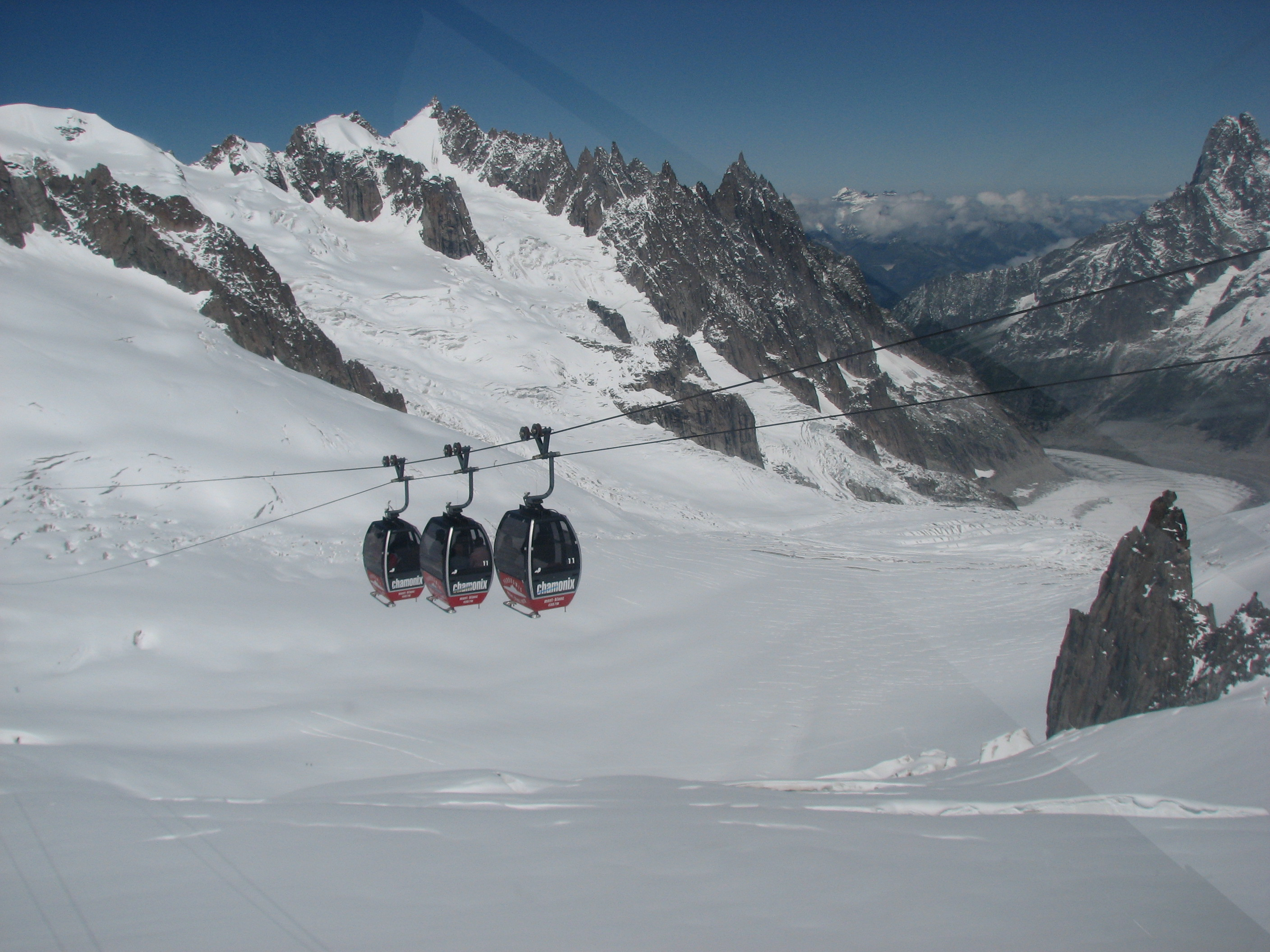
Por cima do Vallée Blanche

A Telecabine Panorâmica do Monte Branco (TPMB), anteriormente chamada em francês:  Télécabine de la Vallée Blanche, encontra-se no Maciço do Monte Branco e permite ligar os 5 093 m que separam a Aiguille du Midi do lado francês a 3 778 m, com a Pointe Helbronner que marca a fronteira italiana a 3 466 m, percurso que se faz em cerca de meia hora.
Para se chegar à partida do TPMB é preciso primeiro tomar o Teleférico da Agulha do Midi que  liga Chamonix ao cimo da Agulha do Midi, depois, no TPMB, o percurso permite passar sobre a Vallée Blanche, com os seus seracs, e as crevasses dos glaciares de alta montanha e comporta cinco paragens de alguns minutos para permitir o cruzamento dos conjuntos nas estações ou em postos de vista especiais.
Partindo-se da Agulha do Midi passa-se sobre o Gros Rognon, atravessa-se o glacier du Géant antes de se passar o colo dos Flambeaux para se chegar do outro lado à Ponta Helbronner.